# (5929) Мансано
(5929) Мансано (лат. Manzano) — астероид, относящийся к группе астероидов пересекающих орбиту Марса. Он был открыт 14 декабря 1974 года аргентинскими астрономами в обсерватории Сан-Хуан и назван в честь аргентинского физика Хосе Роберто Мансано.

Орбита астероида Мансано и его положение в Солнечной системе